# Alabastrón de Jerjes I
El Alabastrón de Jerjes I es un vaso de calcita o alabastro, un alabastrón, con la firma cuatrilingüe del gobernante aqueménida Jerjes I (r. 486-465 a. C.), que se descubrió en las ruinas del Mausoleo de Halicarnaso, en Caria, actual Turquía, al pie de la escalinata occidental. Actualmente se encuentra en el Museo Británico, aunque no está expuesta.

## Descripción
El vaso contiene la misma breve inscripción en persa antiguo, egipcio, babilonio y elamita:

𐎧𐏁𐎹𐎠𐎼𐏁𐎠 𐏐 𐏋 𐏐 𐎺𐏀𐎼𐎣

(Xšayāršā : XŠ : vazraka)

"Jerjes : El Gran Rey".
Inscripción persa antigua en el alabastrón de Jerjes, Mausoleo de Halicarnaso.

La función de este recipiente no se conoce bien. Es posible que contuviera parte del agua del Nilo, recibida como símbolo de sumisión. En todo el Imperio aqueménida se conocen algunos otros ejemplos de vasos muy similares, incluida un vaso de Darío I. Puede haber formado parte de la colección del sátrapa cario, y da testimonio de los estrechos contactos entre los gobernantes carios y el Imperio aqueménida.
Los vasos, de origen egipcio, eran muy preciados para los aqueménidas, por lo que es posible que Jerjes los ofreciera a los gobernantes carios y los conservara como un objeto precioso. En concreto, puede que fuera ofrecido por Jerjes a la dinasta caria Artemisia I de Caria, que había actuado con mérito como su única mujer almirante durante la segunda guerra médica, y en particular en la Batalla de Salamina.
El alabastrón  se encuentra en el Museo Británico. Su altura es de 28,8 centímetros, su diámetro de 12,8 centímetros en el borde. Fue desenterrada por Charles Thomas Newton en 1857.

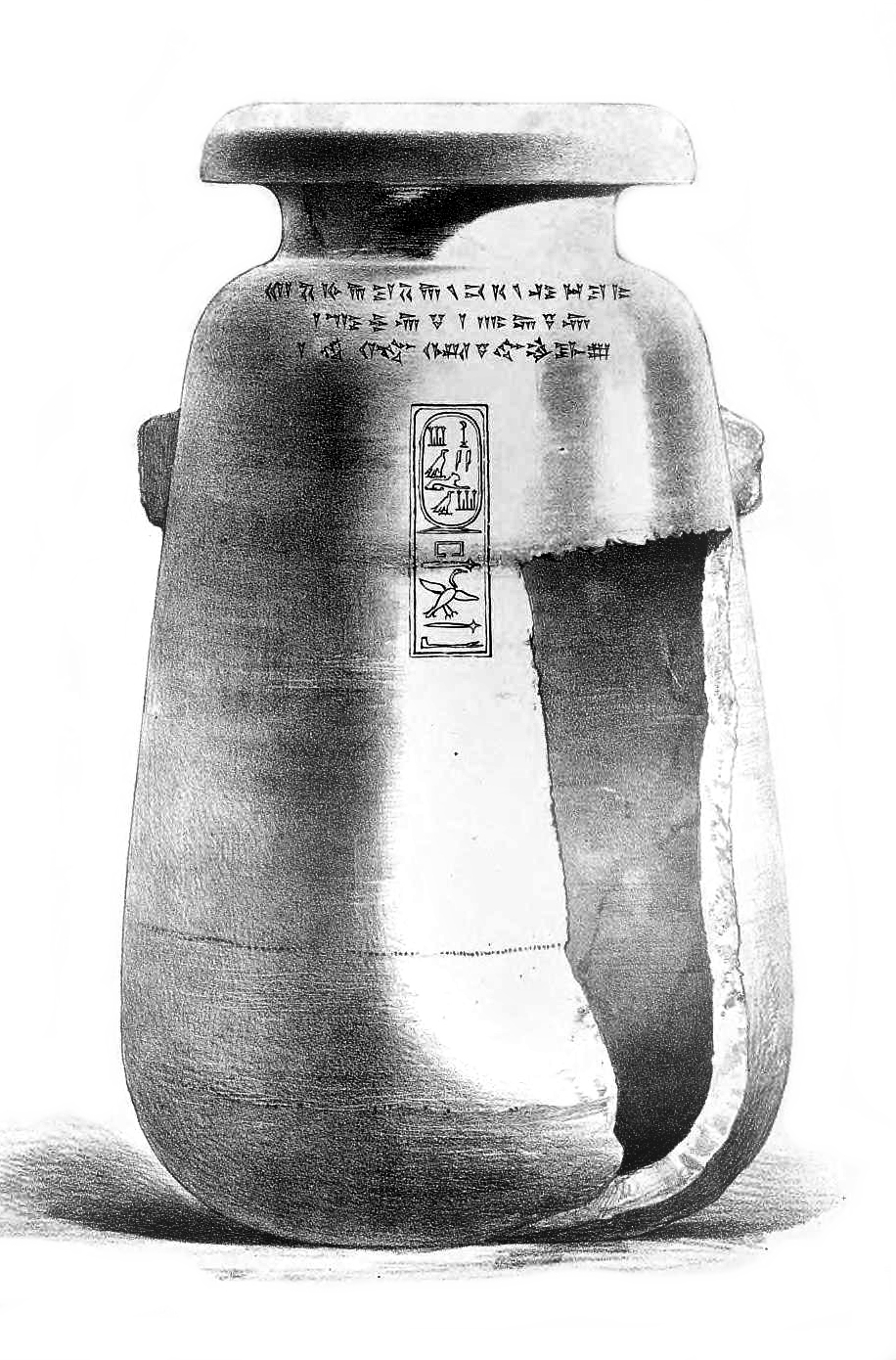
Cuando se descubrió.
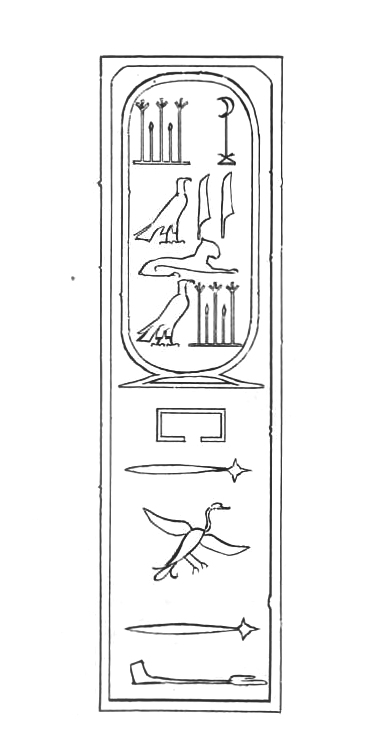
Inscripción jeroglífica: "El gran rey Jerjes".
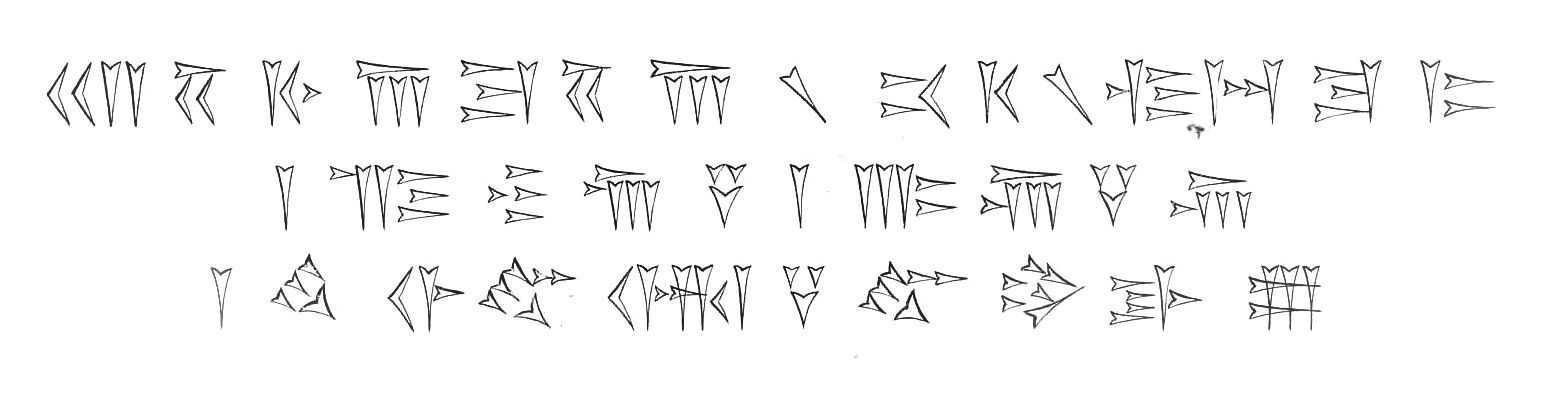
Inscripciones cuneiformes en el alabastrón ("El gran rey Jerjes" en tres idiomas, persa antiguo primero).
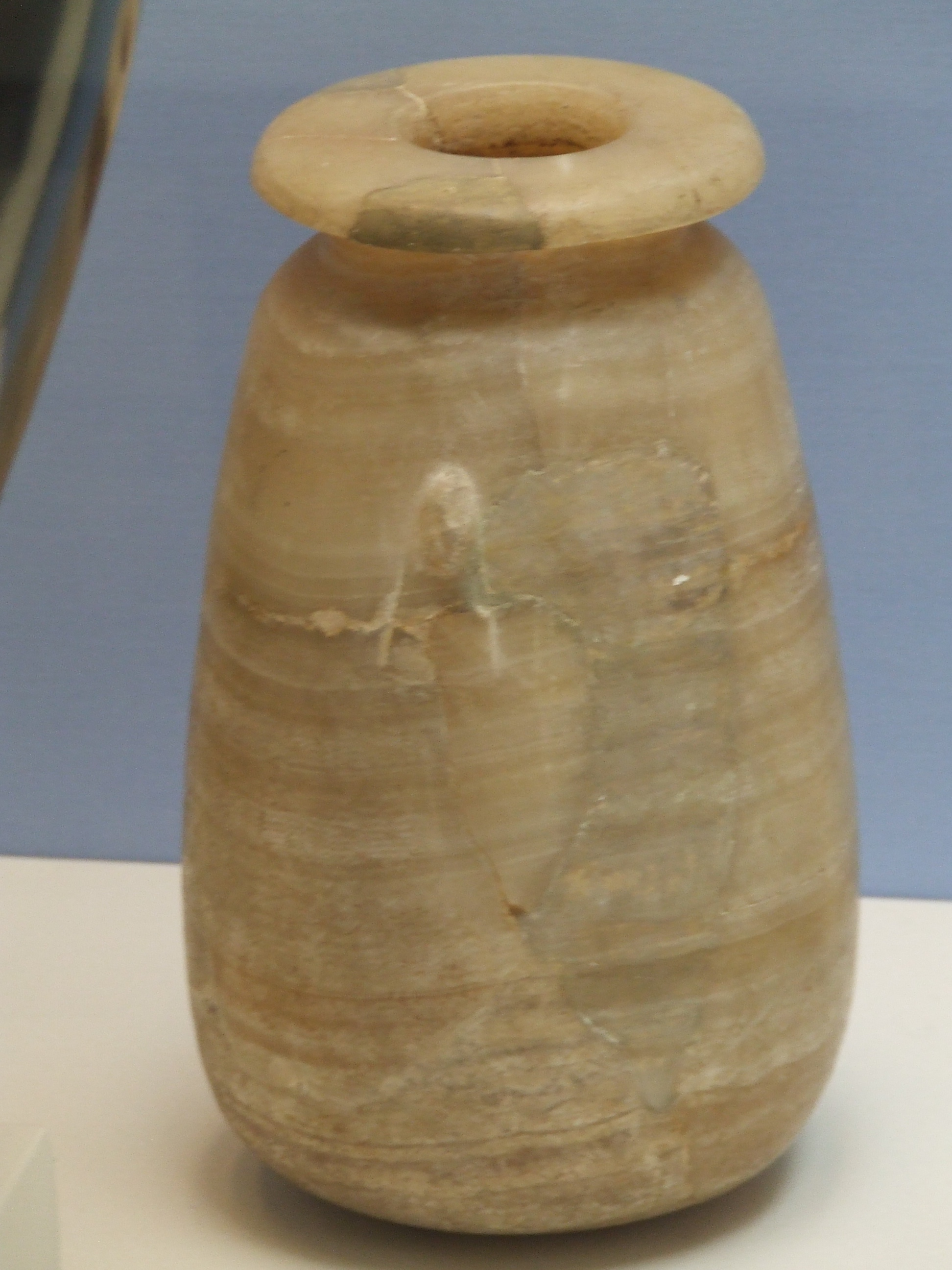
El vaso en el Museo Británico (lado).

## Alabastrones similares
Existen algunos similares, desde la época de Darío I hasta Jerjes, y hasta de algunos gobernantes aqueménidas posteriores, especialmente Artajerjes I.

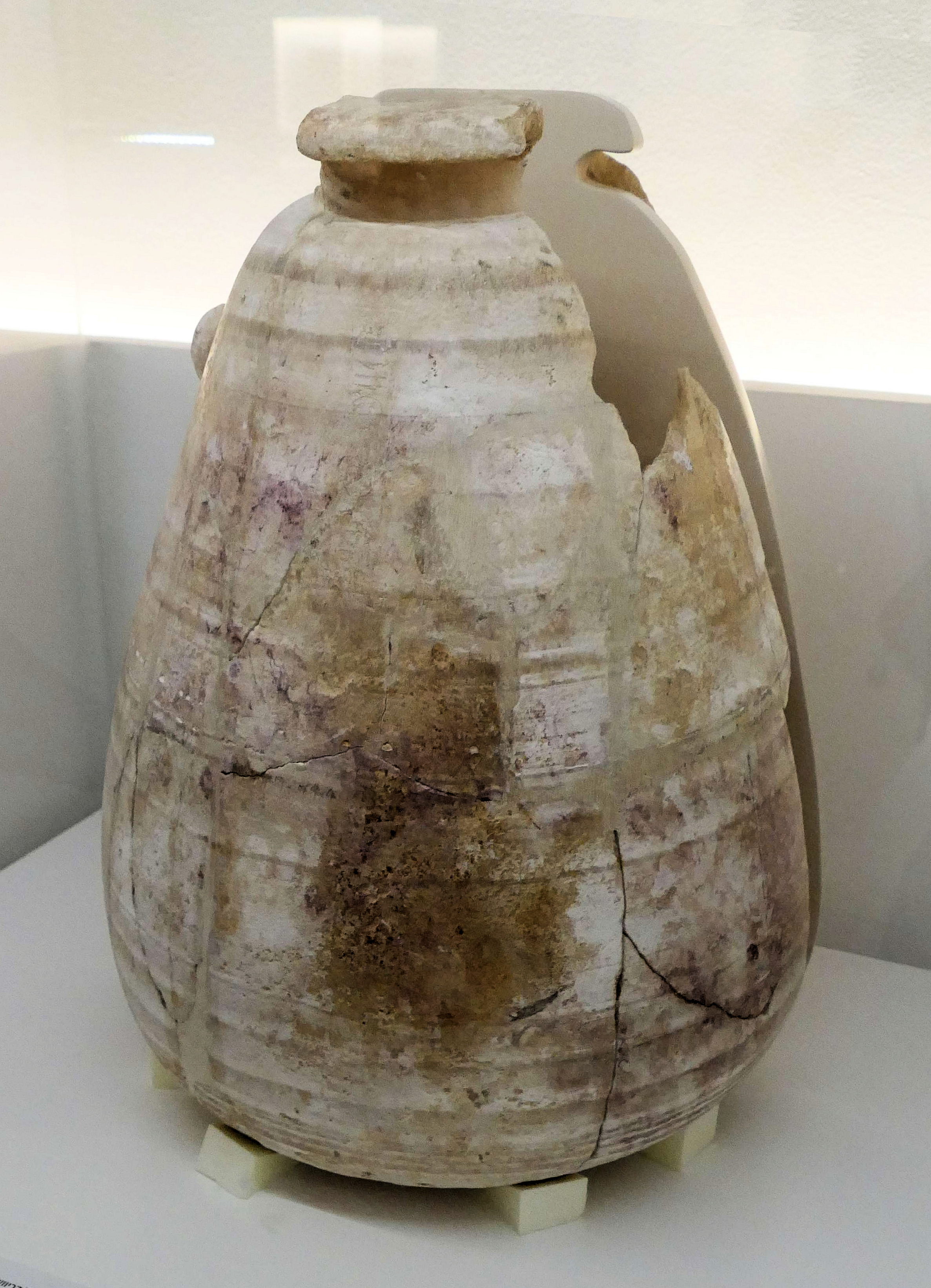
Vaso egipcio de alabastro de Darío I con inscripciones cuadrilingües jeroglíficas y cuneiformes.
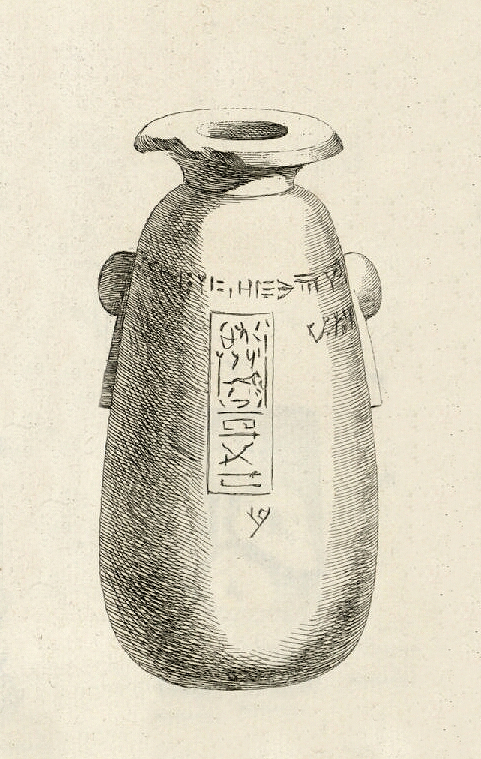
El  vaso de Caylus, adquirido hacia 1760, fue clave en el desciframiento del la escritura cuneiforme.
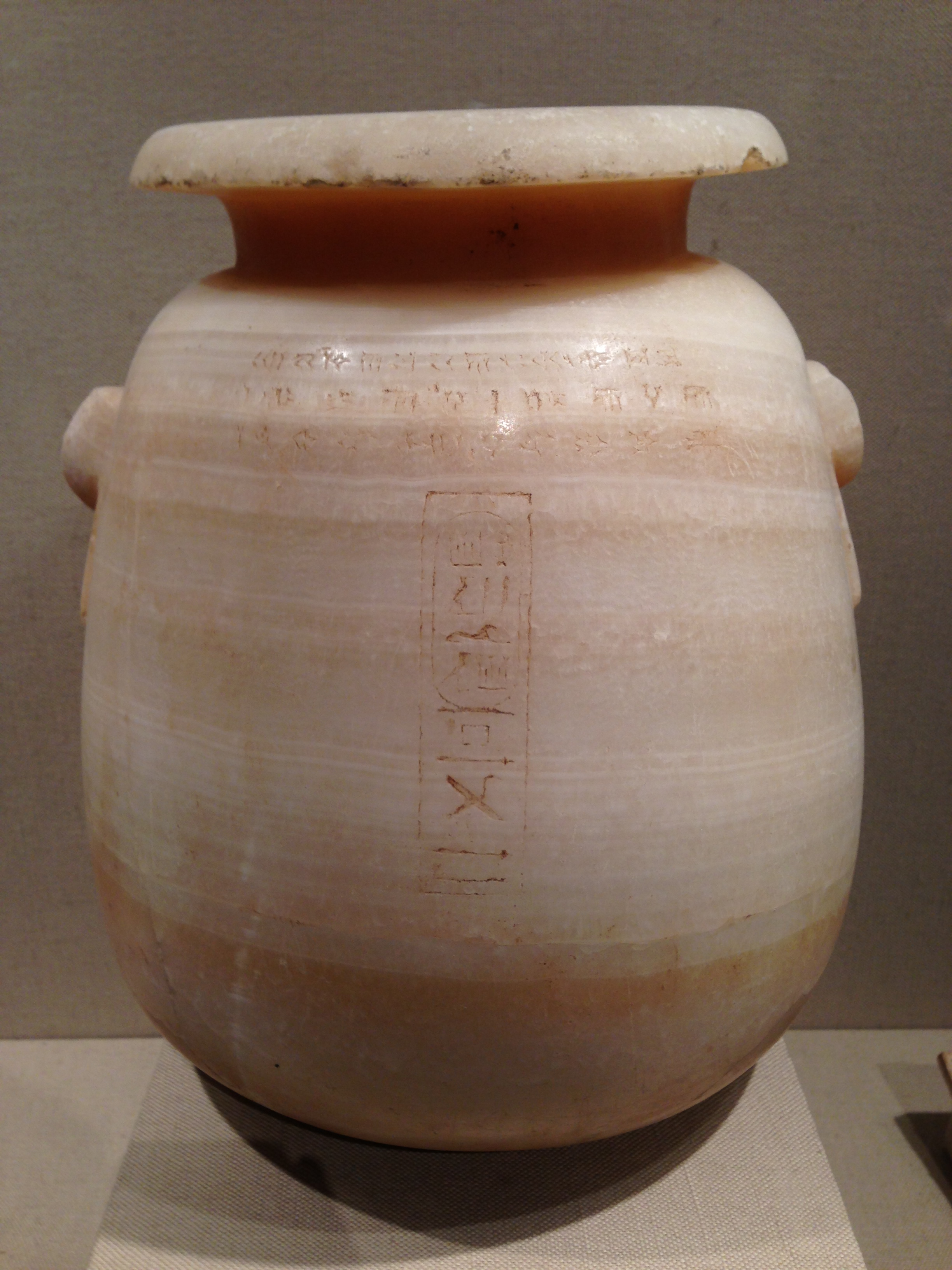
Otro vaso de Jerjes I, en el Museo Metropolitano de Arte.
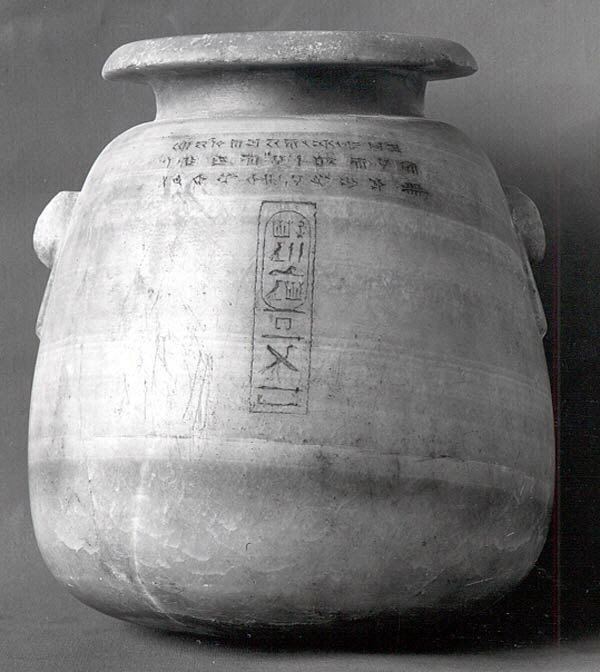
The same jar in black and white photography.
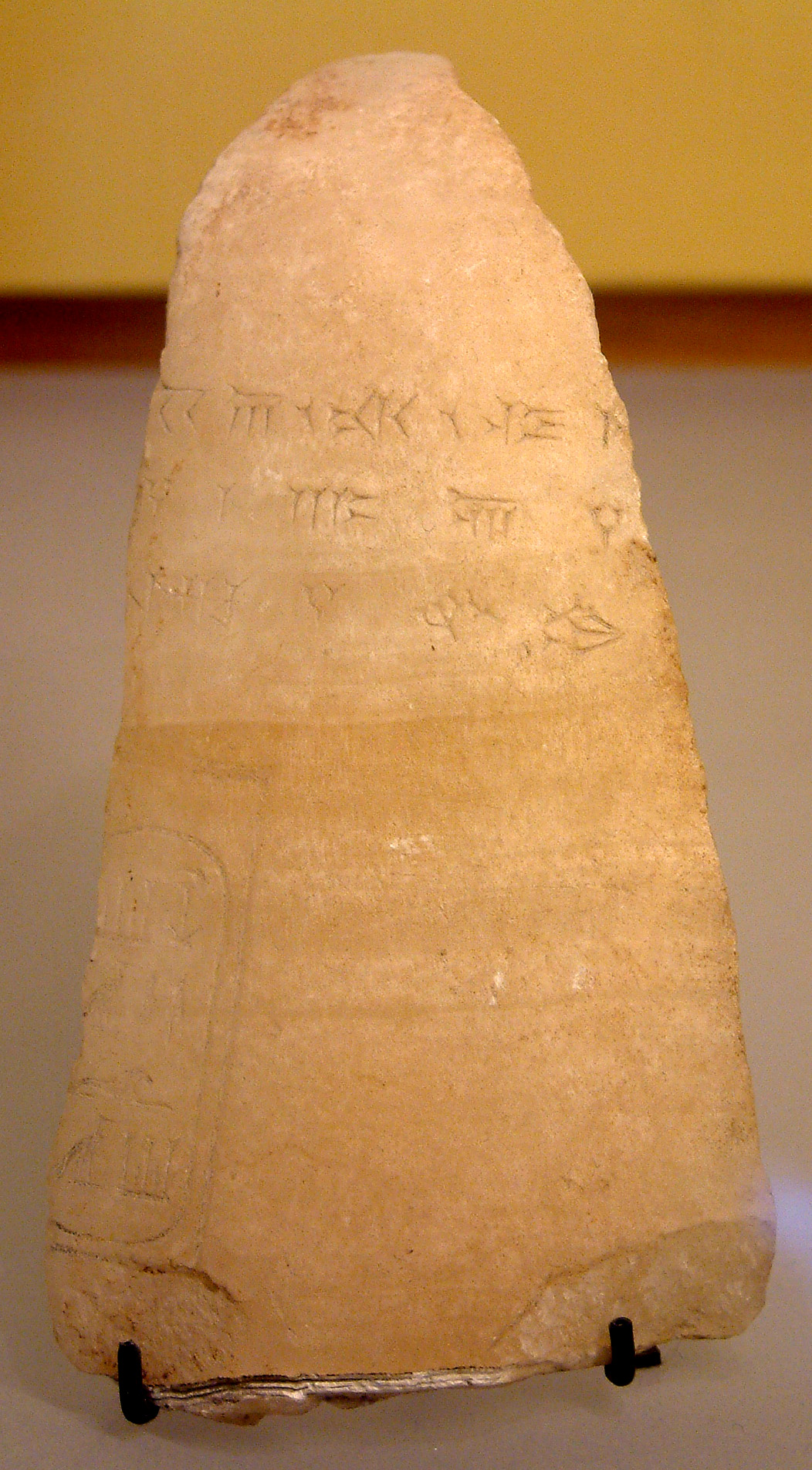
Fragmento de un vaso de Jerjes I. Museo del Louvre.
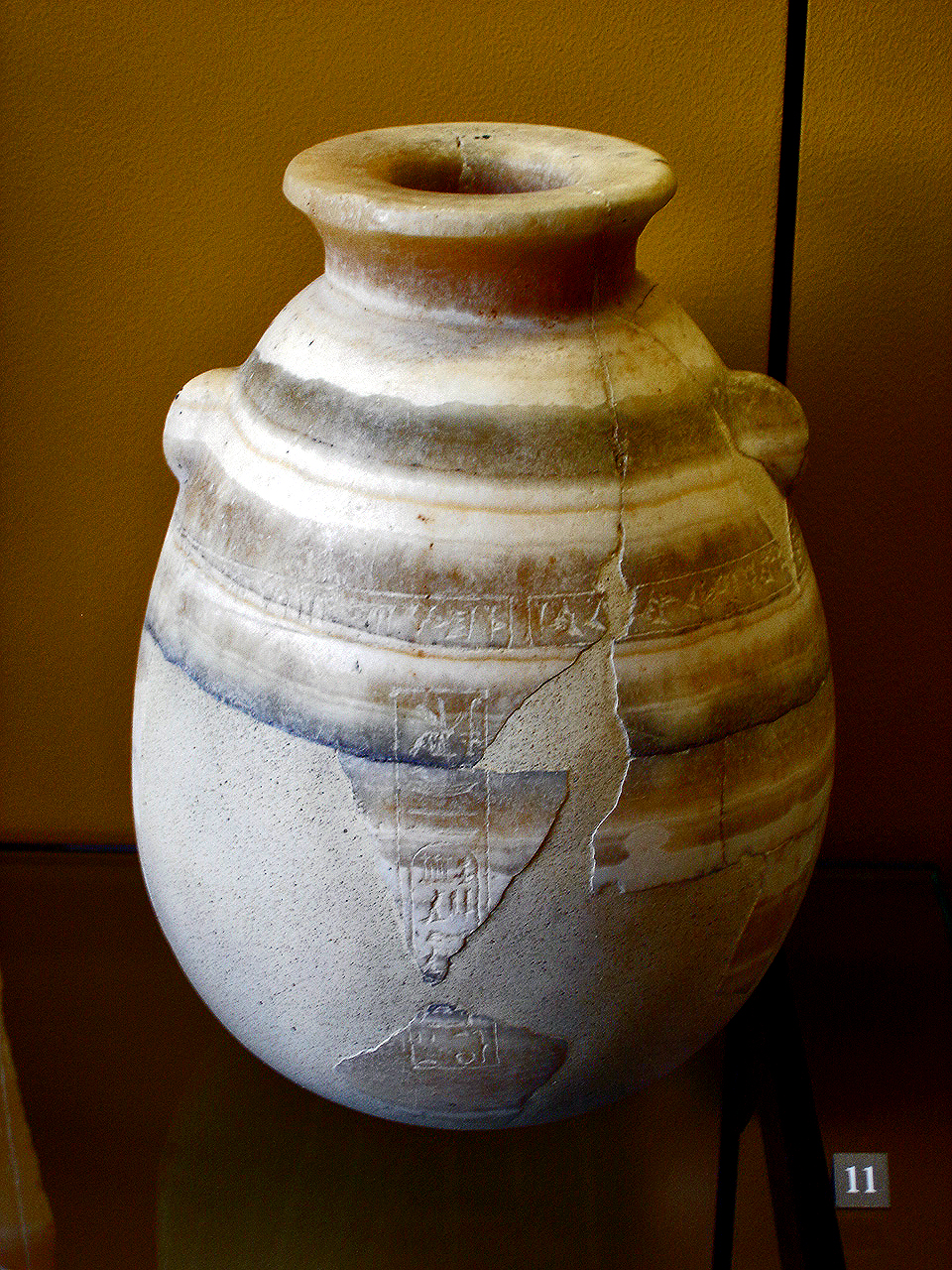
Jar of Xerxes I, yearVaso de Jerjes I, año 2. Museo del Louvre.
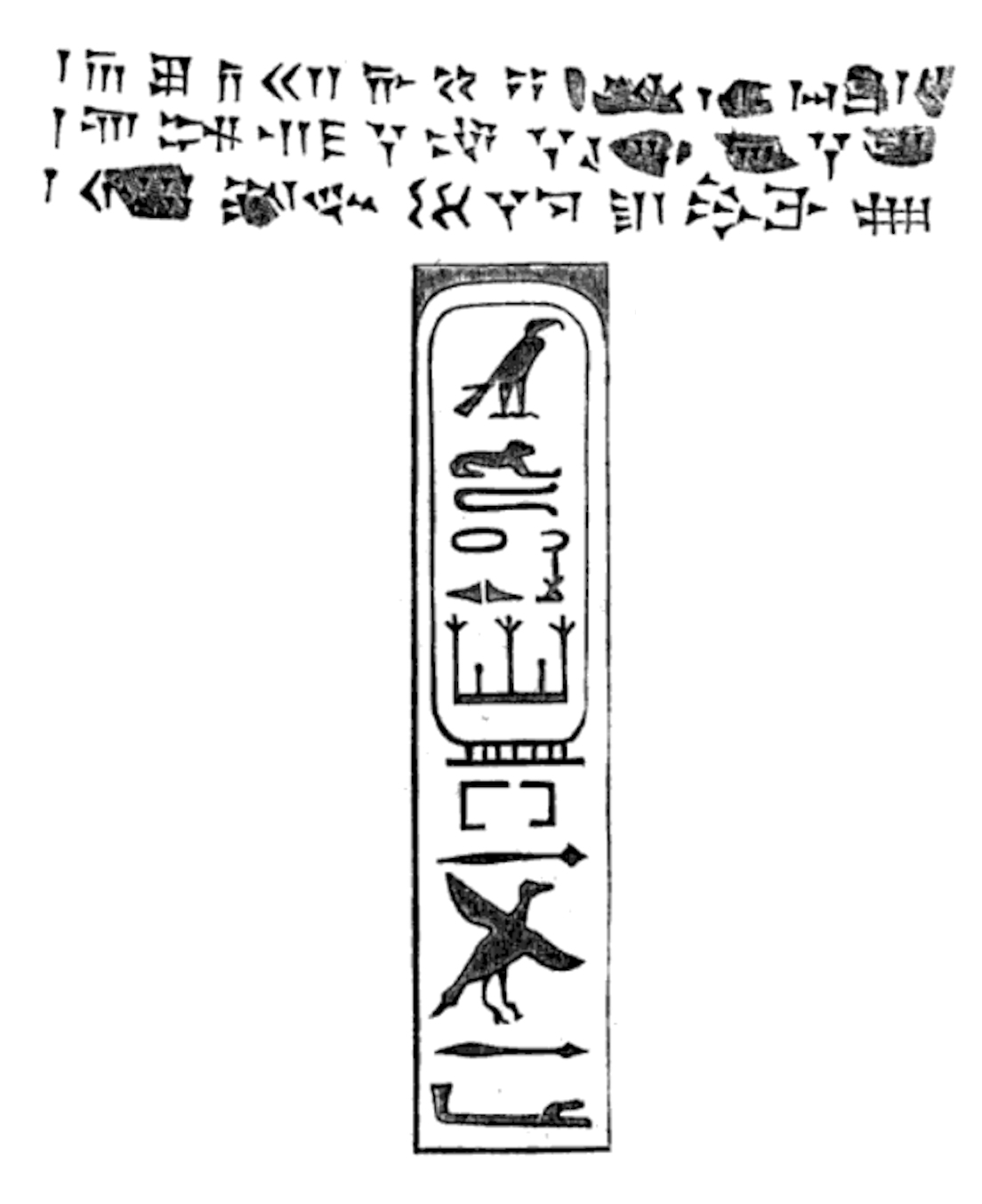
Inscripción cuadrilingüe de Artajerjes I en un vaso de alabastro egipcio.